# Ballmertshofen
Ballmertshofen ist ein Ortsteil der Gemeinde Dischingen im Landkreis Heidenheim. Bis 1974 war Ballmertshofen eine eigenständige Gemeinde.

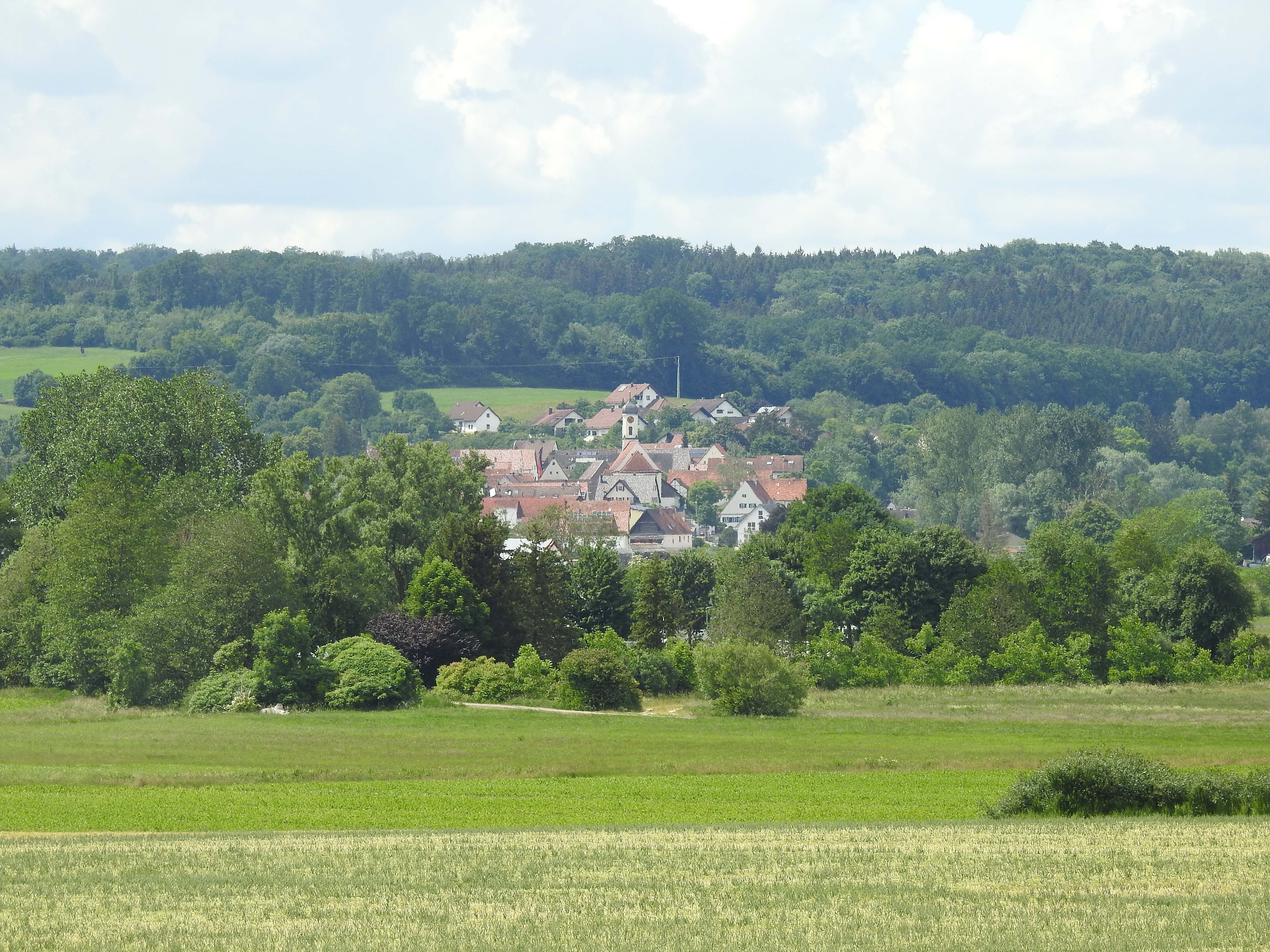
Ballmertshofen von Südosten

## Lage und Verkehrsanbindung
Ballmertshofen liegt südöstlich des Kerns von Dischingen an den Kreisstraßen K 3000 und K 3001.
Der Ort liegt im Unteren Egautal, welches Teil der Lonetal-Flächenalb ist, einer Hochfläche im Osten der Schwäbischen Alb.

## Geschichte

### Mittelalter
Die Endung -hofen des Ortsnamens deutet darauf hin, dass der Ort in der älteren Ausbauzeit (7. bis 10. Jahrhundert) besiedelt wurde. Der Ortsname bedeutet demnach Hof des Baltram.
Ballmertshofen wurde das erste Mal 1139 als „Baltrameshoven“ erwähnt, jedoch ist unsicher, ob damit wirklich dieser Ort gemeint war. 1140 wurde der Ort als „Baltrammeshoven“ erwähnt, 1236 als „Balmershoven“ und 1368 als „Baltmarßhofen“. Der Name des Ortes enthält den Namen des alemannischen Ortsgründers, der vermutlich Baltram hieß.
Der Ort gehörte im Hochmittelalter zum Teil den Grafen von Dillingen, die ihren Besitz 1236 dem Kloster Neresheim schenkten, dem der Ort 1298 ganz gehörte. Die Burg samt dem Hauptteil des Ortes einschließlich des Besitzes der 1140 mit Rehewin von Ballmertshofen erwähnten Adelsfamilie kam an die von Westerstetten zu Altenberg.

### Neuzeit
Durch Weiterverkauf gelangte die Hälfte des Anteils der von Westerstetten 1442 an Ulm, das noch weitere Güter erwarb, aber 1512 wegen obrigkeitsrechtlicher Streitigkeiten mit Pfalz-Neuburg das ganze Rittergut an die von Westernach zu Trugenhofen weiterveräußerte. Durch Erbschaft kam der Besitz 1535 an die von Leonrod und von St. Vincent, die wegen der ständigen Unstimmigkeiten mit Pfalz-Neuburg, das die Landeshoheit beanspruchte, das Rittergut trotz Widerspruchs des Ritterkantons Kocher 1749 an Thurn und Taxis veräußerten.
Mit der Rheinbundakte im Jahr 1806 fiel der Ort schließlich an das Königreich Bayern und 1810 mit dem Grenzvertrag zwischen Bayern und Württemberg an das Königreich Württemberg. Bis 1938 war der Ort im Oberamt Neresheim, dann wurde es in den Landkreis Heidenheim eingegliedert.
Ballmertshofen war von 1901 bis 1972 mit der Härtsfeldbahn an das Bahnnetz angeschlossen.

## Bevölkerungsentwicklung
| Jahr      | 1852 | 1880 | 1900 | 1910 | 1925 | 1939 | 1950 | 1961 | 1970 | 2019 | 2020 | 2021 |
| Einwohner | 656  | 371  | 345  | 357  | 368  | 296  | 428  | 431  | 451  | 402  | 447  | 429  |

## Bauwerke

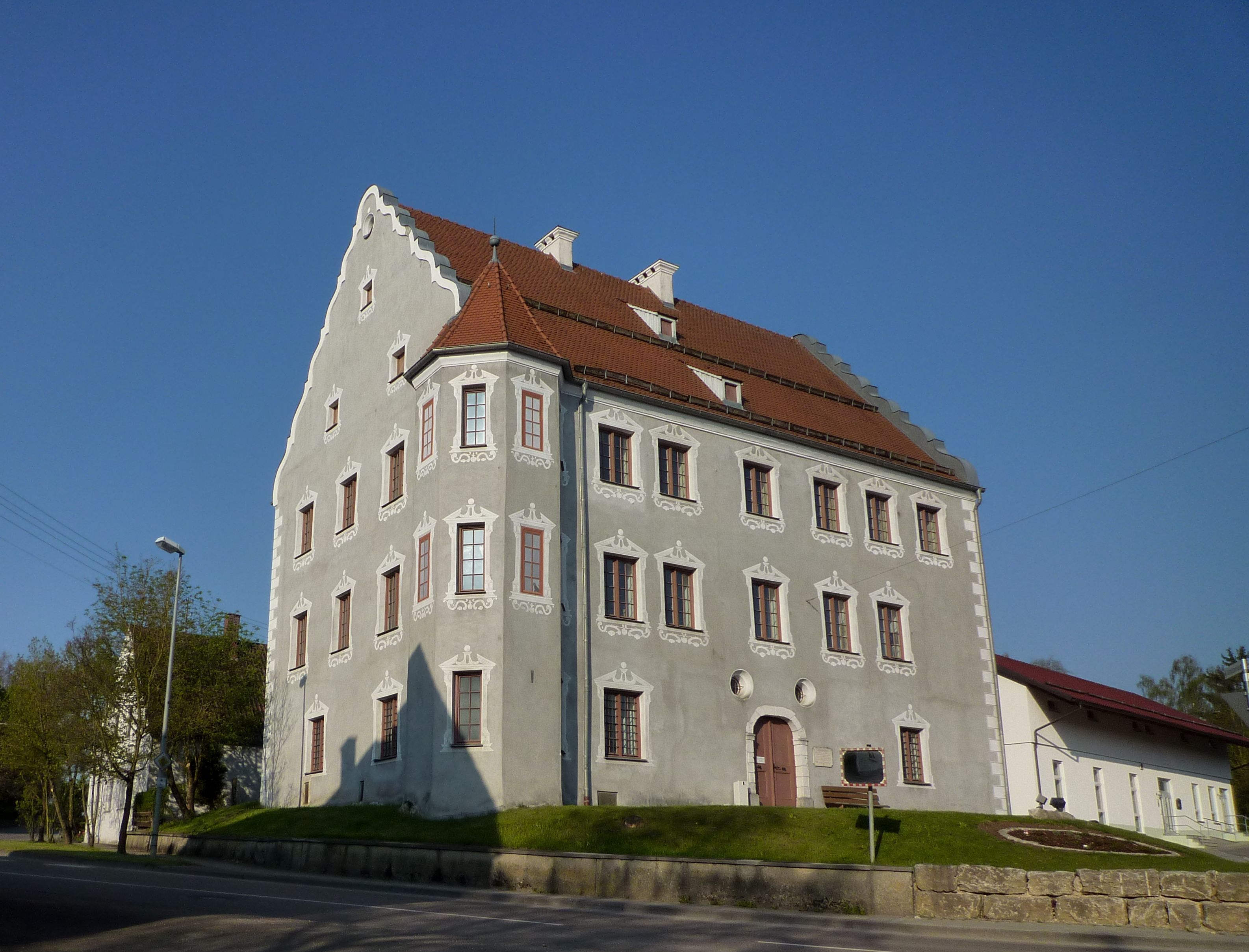
Schloss Ballmertshofen

- Schloss Ballmertshofen
- St. Anna (Ballmertshofen)

## Wappen
Blasonierung: In Rot zwischen goldenem Gehörn eine silberne Glocke.